# Hebron Township (Iowa)
Pour les articles homonymes, voir Hebron Township.
Hebron Township est un township du comté de Kossuth en Iowa, aux États-Unis,.
Il est fondé en 1889.

## Source de la traduction
- (en) Cet article est partiellement ou en totalité issu de l’article de Wikipédia en anglais intitulé « Hebron Township, Kossuth County, Iowa » (voir la liste des auteurs).